# Lhaplus
Lhaplus（ラプラス）は、Lhasa系圧縮解凍ソフトウェアの1つ。2000年に公開された。

## 特徴
外部DLLを用意しなくても単体で動作する。
設定により「圧縮」「解凍」とショートカットアイコンやマウスのコンテキストメニューに「圧縮」「解凍」の二つを用意して、圧縮ファイルの再圧縮を可能にしている。ドラッグ・アンド・ドロップ圧縮機能、フォルダなしアーカイブの場合はフォルダを作成する、フォルダつきアーカイブの場合はフォルダを二重に作成しないなど、圧縮後や解凍後の動作等を細かく設定できる。
対応形式は下記の通り。
- 展開と圧縮に対応している形式 - b64(base64), bh, bzip2, cab(Cabinet), gz, lzh,tar, taz, tbz, ZIP(jar), exe(SFX)
  - ZIPについてはパスワード付きにも対応している[4]。
- 展開のみ対応している形式 - ACE, arc, arj, lzs, mim(MIME), rar, tgz, uue, xxe, z(UNIX Compress), 7z, zoo

## 沿革
2000年11月22日にバージョン0.72としてはじめて公開された。バージョン1.03（2000年12月3日公開）時点で圧縮に対応している形式が12種類、展開に対応している形式が22種類であり、当時より外部DLLを用意しなくても単体で動作する、先に公開されたLhasaなどのドラッグ・アンド・ドロップ圧縮機能、細かい設定が評価された。2006年、2009年から2019年までは窓の杜のソフトウェア年間ダウンロード数総合1位だった。
脆弱性が度々発見されている。
- 2007年9月にバッファオーバーフローの脆弱性が発表された（2007年9月21日のバージョン1.55で修正）[8]。
- 2007年11月にバッファオーバーフローの脆弱性が発表された（2007年11月22日のバージョン1.56で修正）[9]。
- 2008年4月にバッファオーバーフローの脆弱性が発表された（2008年4月28日のバージョン1.57で修正）[10]。
- 2010年10月に検索パスの問題により、意図しない実行ファイルを読み込んでしまう脆弱性が発表された（2010年10月11日のバージョン1.58で修正）[11][12]。
- 2015年4月にバッファオーバーフローとディレクトリトラバーサルの脆弱性が発表された（2015年4月1日のバージョン1.70で修正）[13]。
- 2017年5月に意図しないDLLを読み込んでしまう脆弱性2件、細工が施されたアーカイブの処理で本来と異なるデータが解凍される脆弱性が発表された（2017年5月3日のバージョン1.74で修正）[14]。
- 2019年2月にUNACEV2.DLL（ACE形式の展開に使用するライブラリ）の脆弱性が発表された[15]。同ライブラリが2005年以降アップデートされておらず、ソースコードが公開されていないため、対処は困難とみられ[15]、窓の杜ではACE形式の展開にLhaplusを使用しないことを呼びかけている[4]。

2020年時点でも「定番」とされるものの、7-Zipなどと比べて対応する形式が少なく、4ギガバイト以上のファイルに対応していない、圧縮時と展開時の文字コードの違いによる文字化けといった問題点が指摘されている。

## 開発者
開発者のSchezo（1978年/1979年 – ）は奈良県出身で、小学3年生のときに神奈川県に引っ越した人物であり、高校3年生のときにパソコンを使い始めた。1999年5月に初めてソフトウェア（画像ビューワーの「Context Viewer」）を公開し、2000年にLhaplusを発表した時点では慶應義塾大学環境情報学部の3年生だった。開発環境は最初にはDelphiを使用し、後にC++ Builderに移行した。